# サロンカーなにわ
サロンカーなにわは、日本国有鉄道（国鉄）が1983年（昭和58年）に改造製作し、1987年（昭和62年）4月の国鉄分割民営化以降は西日本旅客鉄道（JR西日本）が保有する欧風客車で、ジョイフルトレインと呼ばれる車両の一種である。鉄道ファンからは、所属区所から「大サロ」「ミハサロ」とも呼ばれる。

## 概要
東京南鉄道管理局に配属された「サロンエクスプレス東京」とほぼ同時期の1983年9月に登場した。
1983年3月から9月にかけて、高砂工場において14系客車から改造が行われた。改造後の形式は、両端車がスロフ14形700番台、中間車がオロ14形700番台で、東京南局の「サロンエクスプレス東京」の続番、全車両がグリーン車である。
それまでに改造されたお座敷列車とは異なり、サロンエクスプレス東京と並び、初めて欧風の内外装を施しており、車内は2人+1人掛け千鳥配置のリクライニングシートとなった。シートピッチが広げられたため種車の窓配置とシートピッチが合っていない。臨時夜行列車への使用など自由度を高めるため、サロンエクスプレス東京とは異なり、コンパートメント方式は採用されなかった。スロフ14 703はパノラマラウンジカーとなっている。スロフ14 704の車端は展望室となっている。
車号並びに定員は以下の通り
- 1号車：スロフ14 703（旧スハフ14 31） - 展望室・ラウンジ・スナック（定員外19人）
- 2号車：オロ14 706（旧オハ14 177） - 定員39人
- 3号車：オロ14 707（旧オハ14 178） - 定員39人
- 4号車：オロ14 708（旧オハ14 179） - 定員39人
- 5号車：オロ14 709（旧オハ14 170） - 定員39人
- 6号車：オロ14 710（旧オハ14 180） - 定員39人
- 7号車：スロフ14 704（旧スハフ14 52） - 展望室（定員外12人）・客室定員24人

## 登場までの経緯
国鉄大阪鉄道管理局（大鉄局）では、1979年（昭和54年）7月よりスロ62形・スロフ62形客車を改造したお座敷客車であるスロ81形・スロフ81形客車の6両編成（宮原客車区所属）を運用していたがその需要は多く、年間運用件数の約2倍にあたる予約申込みを断らざるを得ない状況が続いていた。旅客ニーズの多様化や目的地に直行できるという利点を持ち、ロングラン化、デラックス化した観光バスに代表される他交通機関のサービス水準の向上に対応するとともに、若年層を中心とした需要開拓を狙った新しいタイプの車両の構想が1981年度より大鉄局内で検討され、和風客車に次ぐ「第2弾のイベントカー」として欧風客車「サロンカーなにわ」が登場した。

## 改造内容
予算通達は、中間車（2 - 6号車、オロ14形）が「欧風客車に改造（A）」、両端車（1・7号車、スロフ14形）が「欧風客車に改造（B）」とされた。
オロ14形（欧風客車に改造（A））
後位出入口は撤去し、出入台床面を平らにして通路にする。客室内の通路は560mm幅で2 - 4位側に寄せ、座席部分の床は60mmかさ上げされている。通路部分にはビニールカーペット、座席部分には9mm厚のじゅうたんを敷いている。座席は回転式リクライニングシートを1,160mmピッチで一人掛け用と二人掛け用を交互に13列配置した。座席は45度ピッチで固定が可能な360度回転機構を備えており、様々な座席レイアウトが可能である。
前位仕切壁には50インチビデオスクリーンとカラオケ用ジュークボックスを、後位仕切壁には700mm×1,000mmのステンドグラスと下駄箱を設置した。
客室の色調は、天井・壁がベージュ系のクロス（防炎1級）張りとし、じゅうたんはクローム系、シートモケットはダークローズである。
スロフ14形（欧風客車に改造（B））
乗務員室（前位寄り）が編成中間側に来るように組成され、後位寄りの骨組みを流用して前位寄りを切妻に改造し、車端ダンパーを装着している。乗務員室室内の形状は改造前と大きく変わっておらず、妻面の窓は塞がれている。後位出入口は撤去され、鋼板で塞いで客室化。展望室の設置にあたっては、旧後位出入口から車端側に関しては台枠を残して撤去し、台枠の延長を行ったうえで新規に骨組みを構築した。窓部分はビル建築用のアルミサッシを流用して上下2段分割構造とし、8.3mmの合わせガラス（外側3mm、内側5mm、フィルム0.3mm）を使用した5面体構造とした。当初は厚さが8 - 10mm程度のポリカーボネートを使用する予定であったが、高コストや傷が付きやすいことから合わせガラスに変更された。
7号車（スロフ14 704）の座席部分は、中間車のそれと同様とし、回転式リクライニングシートを1,160mmピッチで一人掛け用と二人掛け用を交互に8列設置した。
塗装、名称
ローングリーンをベースに金色のストライプを配した。ブルートレインに銀色のストライプがモダンな感じを与えるのに対して、金色のストライプでクラシックな感じを与え、ローングリーンのヨーロッパ調の色彩とマッチさせている。
列車名については1983年4月から5月にかけて公募され、4293件の応募の中から、上品で親しみやすく、大阪のイメージに合う「サロンカーなにわ」に決定した。テールマーク、ヘッドマークのデザインは1983年5月から6月にかけて公募され、275件の応募の中から、なにわの象徴である水と大阪城を図案化したものに決定した。
1994年のお召し列車初充当を前に実施された更新工事で、色味の異なる濃緑色と黄色のストライプへ塗色変更された。

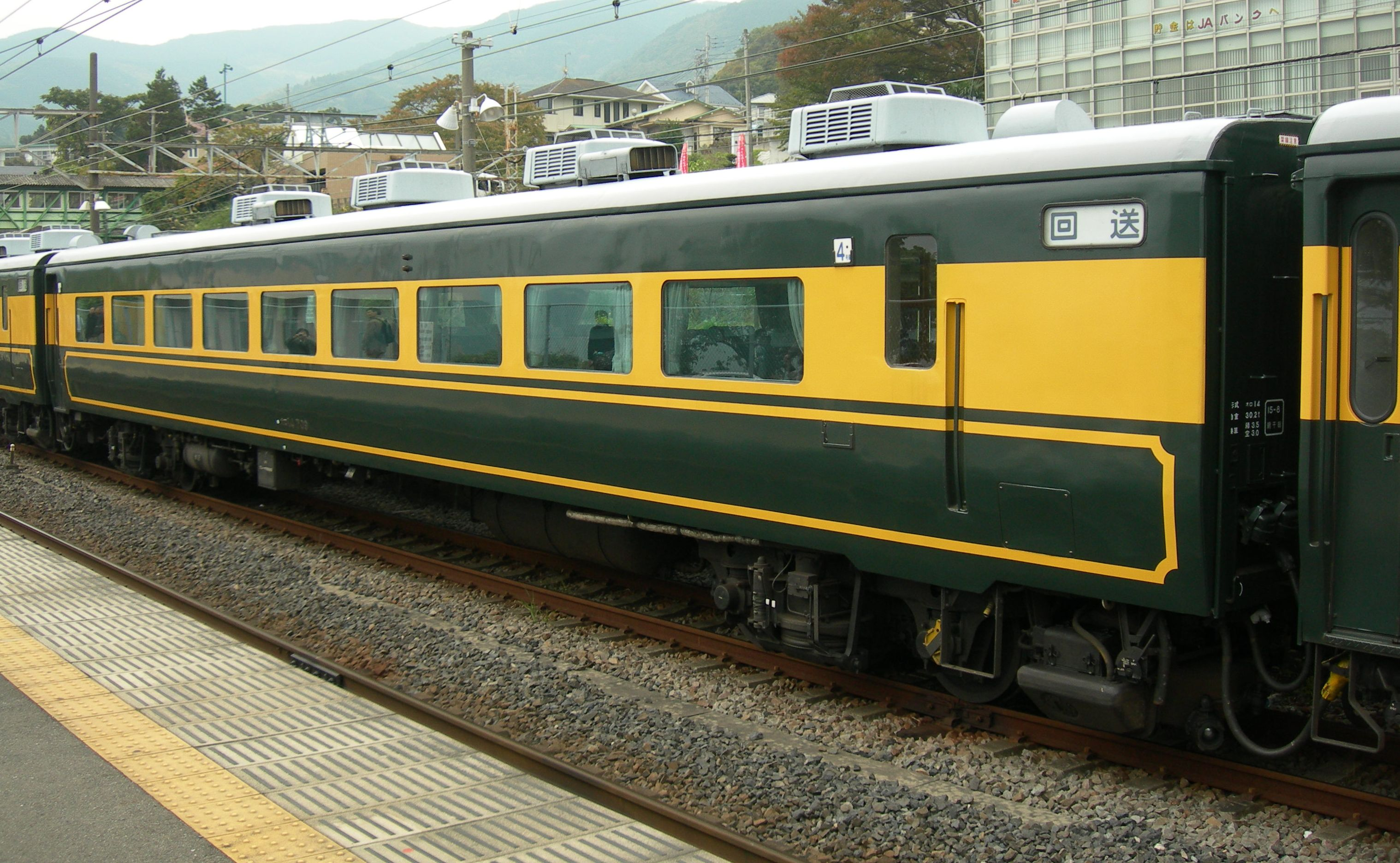
オロ14形
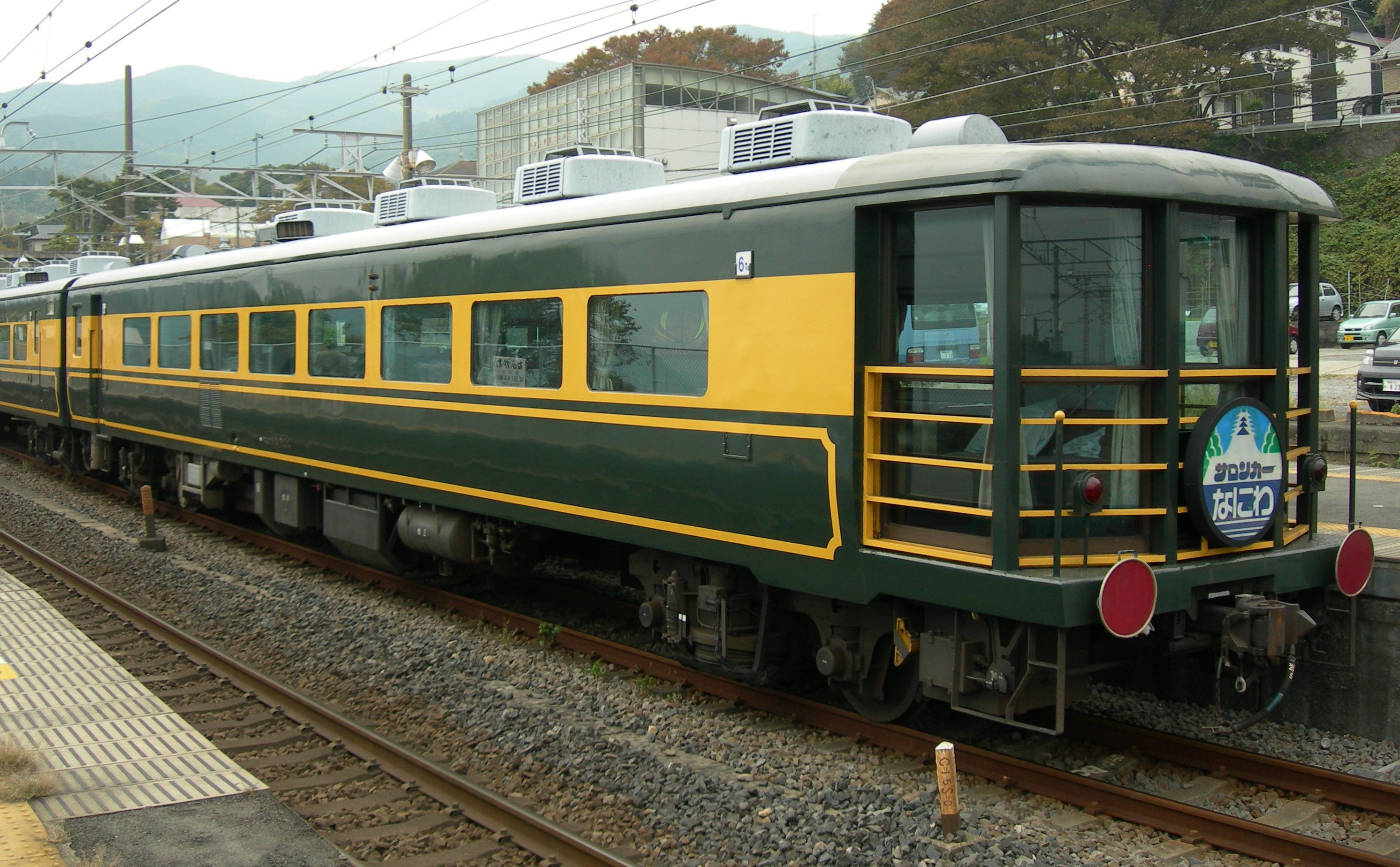
スロフ14形
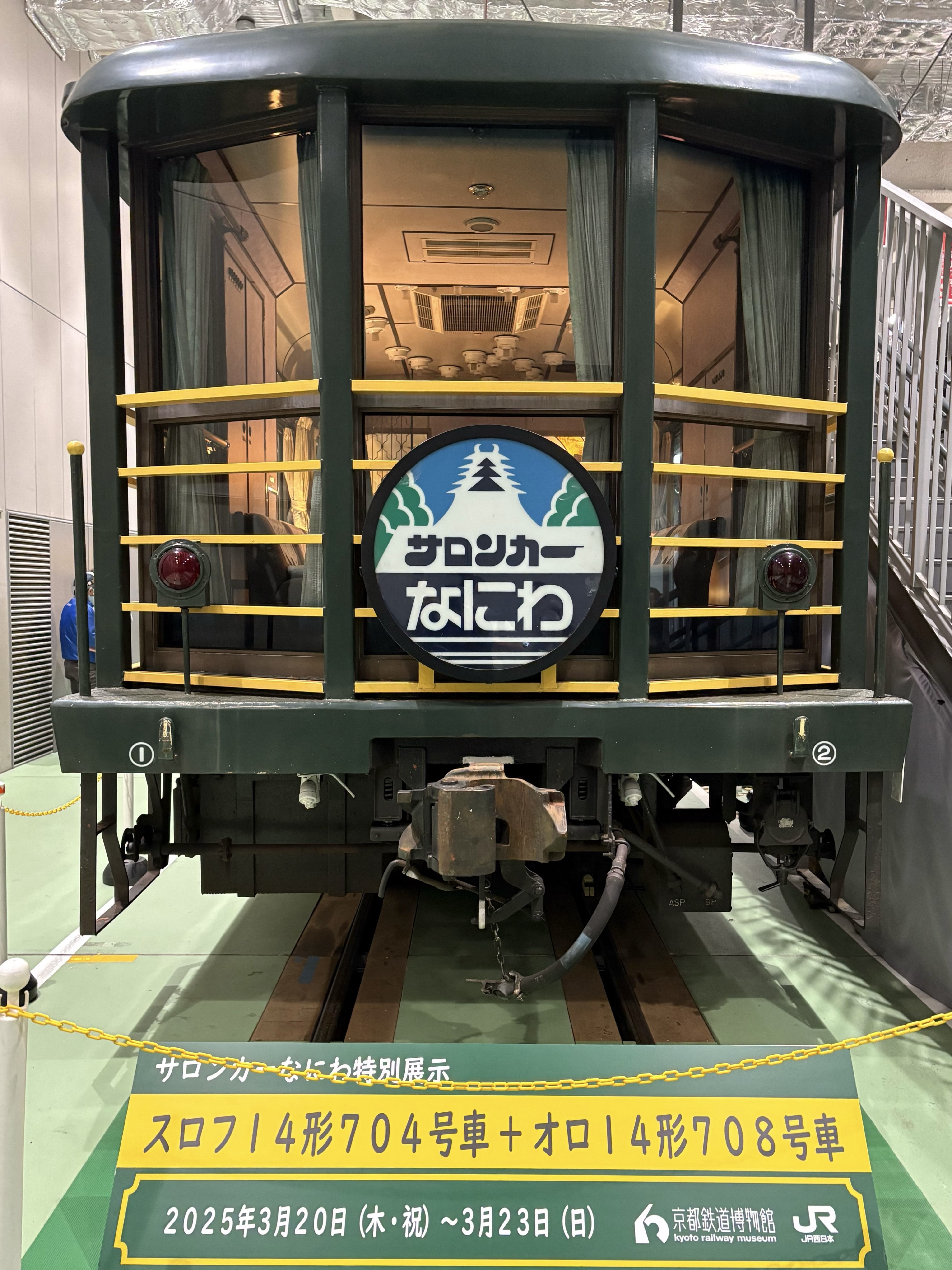
スロフ14形 先頭部
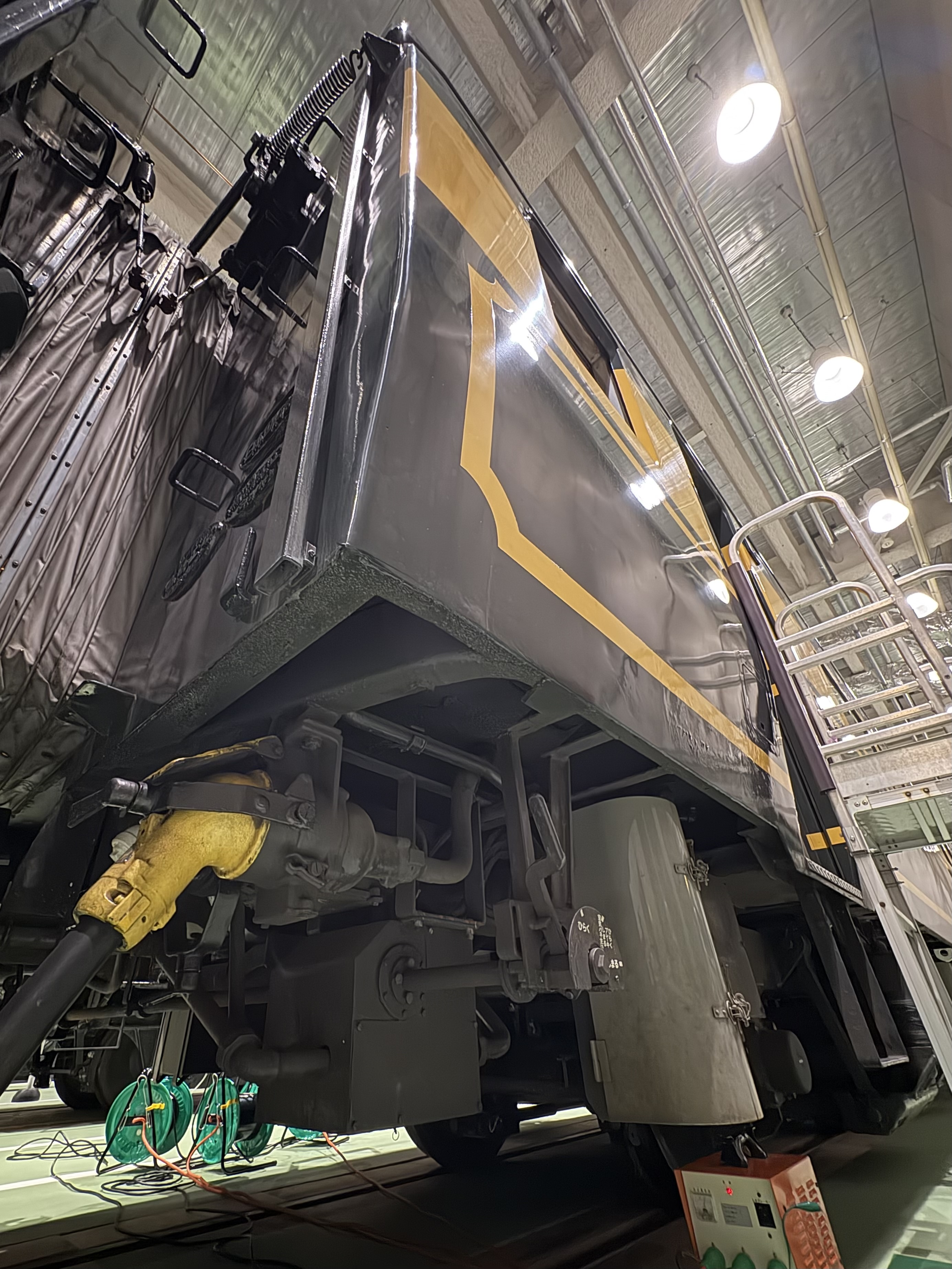
スロフ14形 後位改造箇所（前位の台枠が残存）
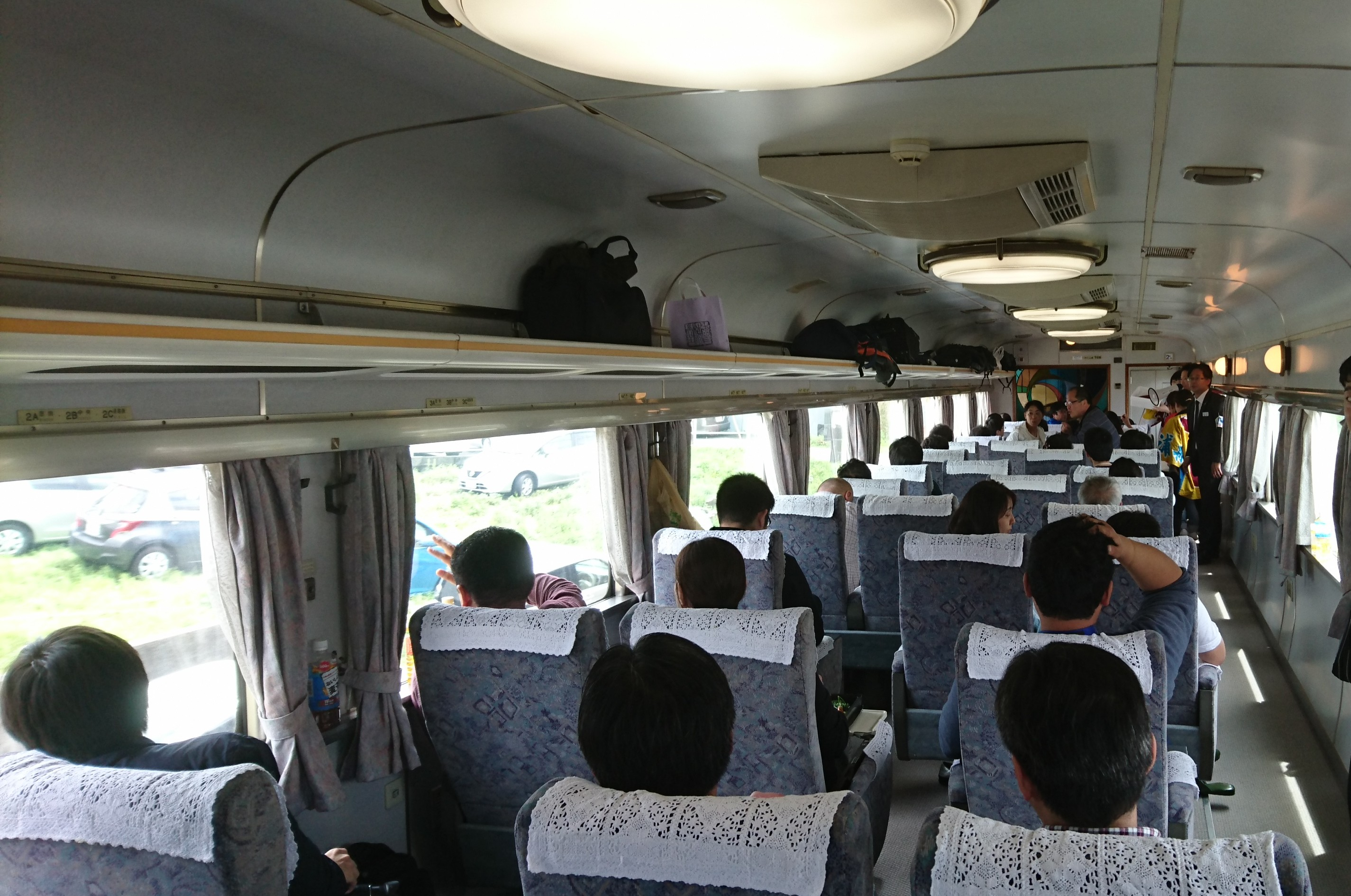
オロ14形 車内
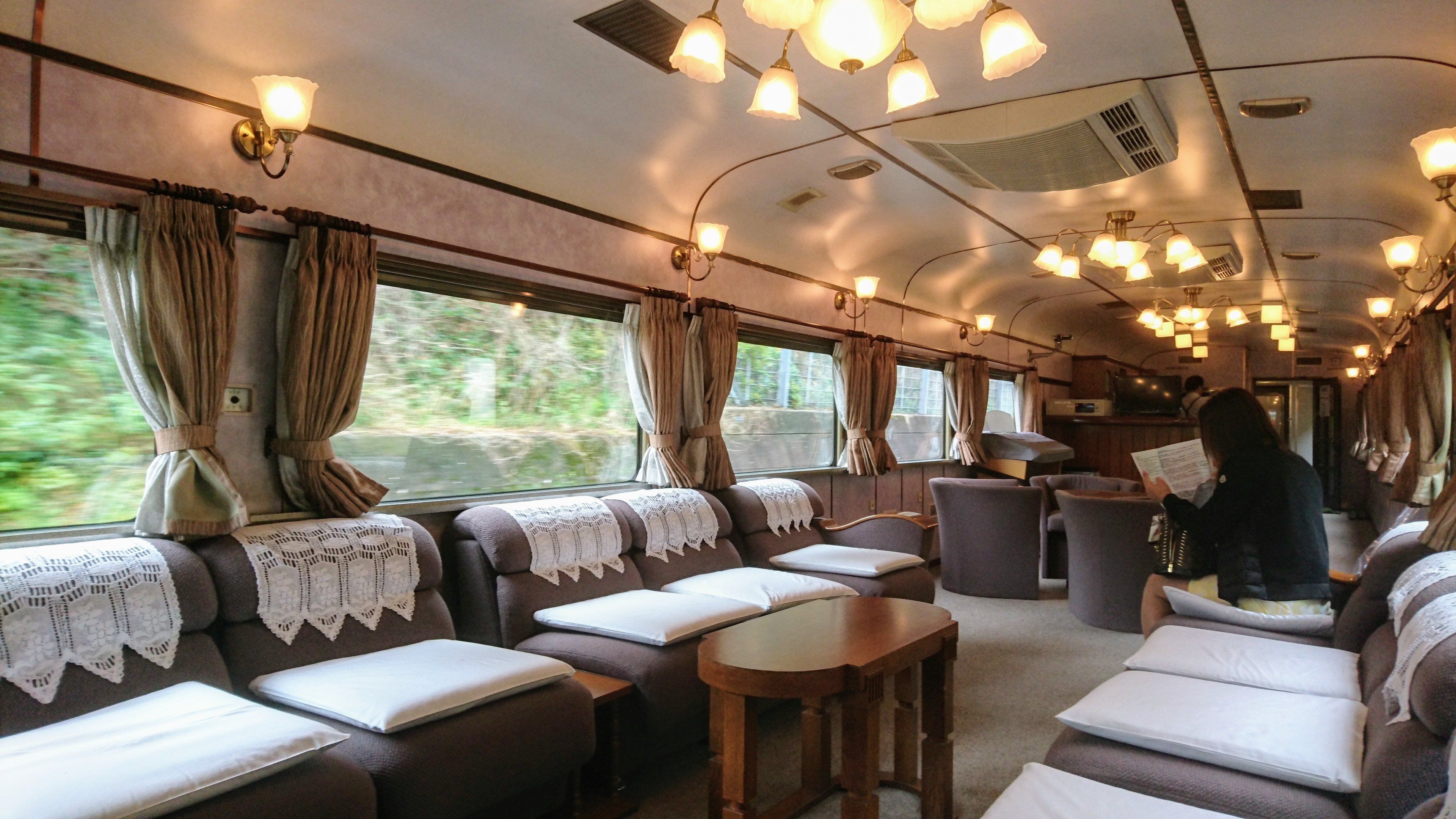
スロフ14-703 ラウンジカー
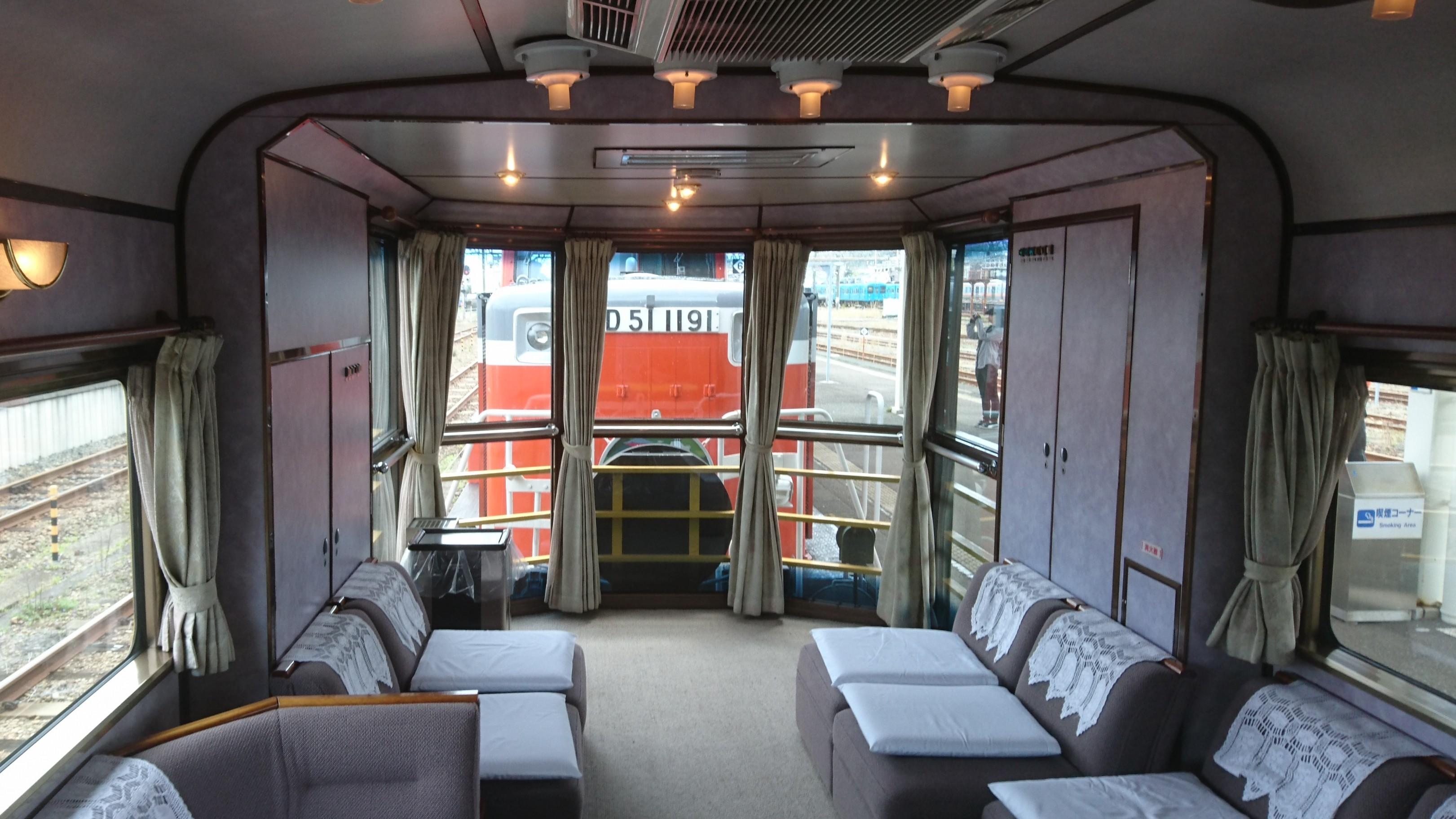
スロフ14-704 展望室
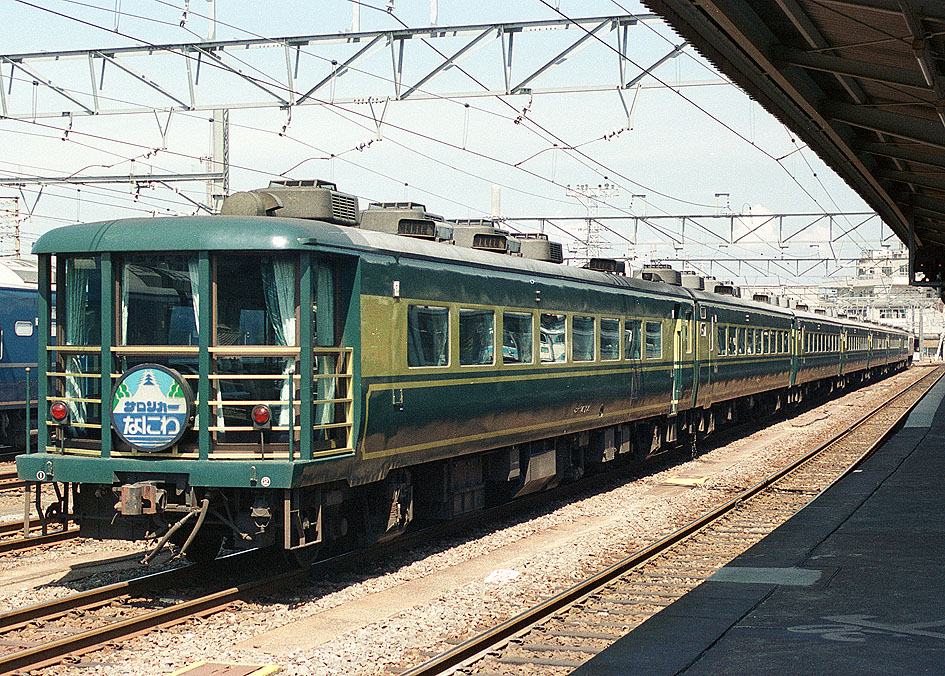
1983年から1994年までの旧塗装

## 運用
営業開始を前に、1983年8月5日に完成した2両（スロフ14 703、オロ14 706）が高砂工場で報道機関へ公開され。同年9月24日の大阪9時発東京行の臨時列車で営業運転を開始した。運用開始以来、宮原客車区（後・宮原総合運転所、現・網干総合車両所宮原支所）に配置され、団体臨時列車のほか、多客時の臨時列車としても運行された。また、乗客数や運用線区に応じて1両あるいは2両を減車した編成で運行されることもあった。
特徴的な運用としては、国鉄時代の1984年（昭和59年）12月に宇高連絡船で車両航送された上で、四国での営業を行ったことがある。これは本車両に航送用フックが装備されていたことから実現したものであるが、ジョイフルトレインが鉄道連絡船で航送された例は初めてであり、また14系客車の四国乗り入れおよび四国地区での客車ジョイフルトレイン走行もこの時が初めてとなった。
1984年8月6日には、当時国鉄の現役車掌兼フォーク歌手として活動していた伊藤敏博が本車両に乗り込み、展望車でライブやサイン会を行うイベントを行った。なお、国鉄職員の兼職は禁止という建前上、伊藤は車掌として乗務する扱いとされ、出演料ゼロ（ノーギャラ）であった。伊藤のヒット曲「景子」にちなみ、『KEIKO号』として大阪 - 金沢間で運転された。
2008年（平成20年）8月には山口線にて、C57 1号機とC56 160号機の重連が本車両を牽引して、『SLやまぐちDX号』として運転された。本車両が蒸気機関車に牽引されたのはこのときが初めてである。2010年（平成22年）10月にも『SLやまぐちなにわ号』として運転されたが、復路は2008年運転時とは異なりプッシュプル牽引となった。
2024年（令和6年）5月12日には大阪〜神戸間鉄道開業150周年記念プロジェクトの一環として、団体専用列車「サロンカーなにわ」による網干総合車両所内乗り入れ見学ツアーが行われたり、2025年（令和7年）2月17日には「大阪来てな!TRAIN DAY 14系客車「サロンカーなにわ」車両所乗り入れミニツアー」として、 DD51-1191＋「サロンカーなにわ」＋DD51-1183のプッシュプル運転で大阪駅 - 宮原操車場間(東海道本線・東連絡線・西連絡線・北方直通貨物線経由)を3周した。
その後、製造から半世紀近くが経過して老朽化が進行したことや、部品調達の困難を理由に引退することとなり、2025年（令和7年）6月21日に大阪駅 - 岡山駅間を往復運行した「サロンカー晴れの国おかやま号」を最後に営業運転を終了した。2日後の同月23日には、中間車（オロ14形）5両が吹田総合車両所へ回送された。

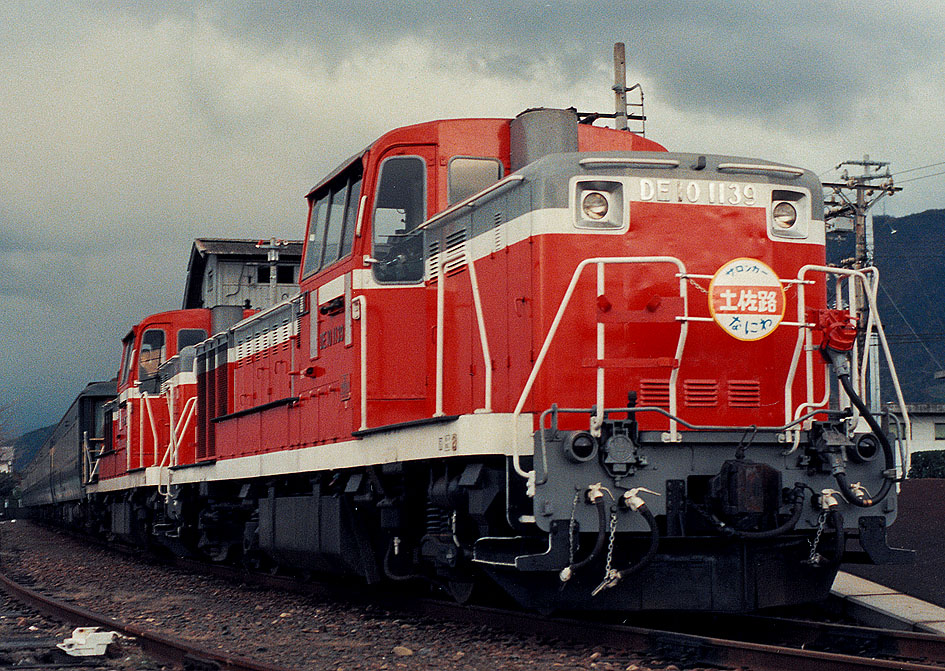
四国で運行された「サロンカーなにわ 土佐路号」（1984年）
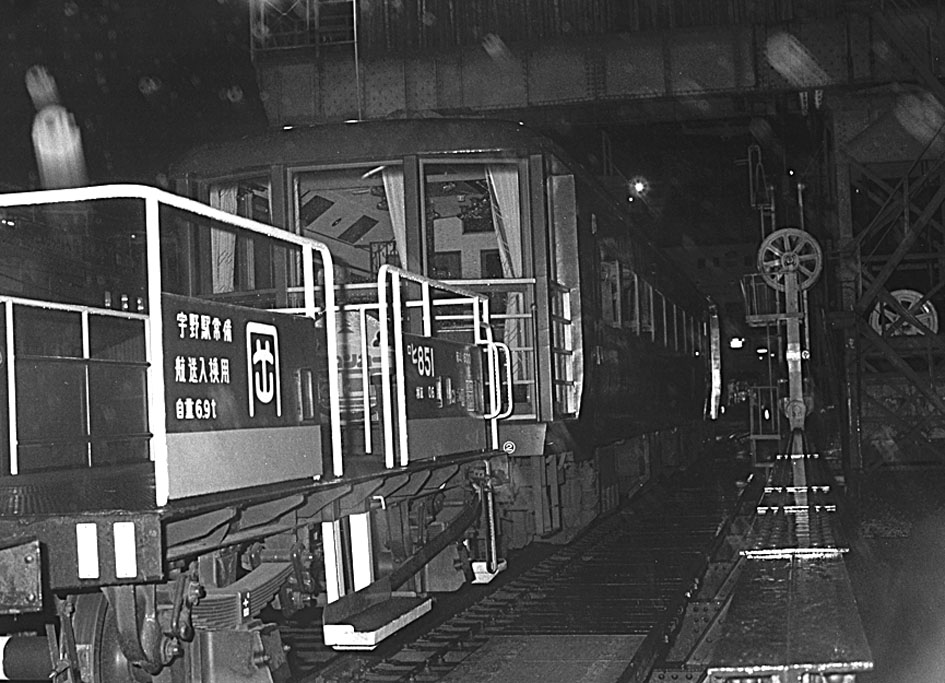
宇高連絡船で航送の上連絡船から引き出される「サロンカーなにわ」（1984年12月）
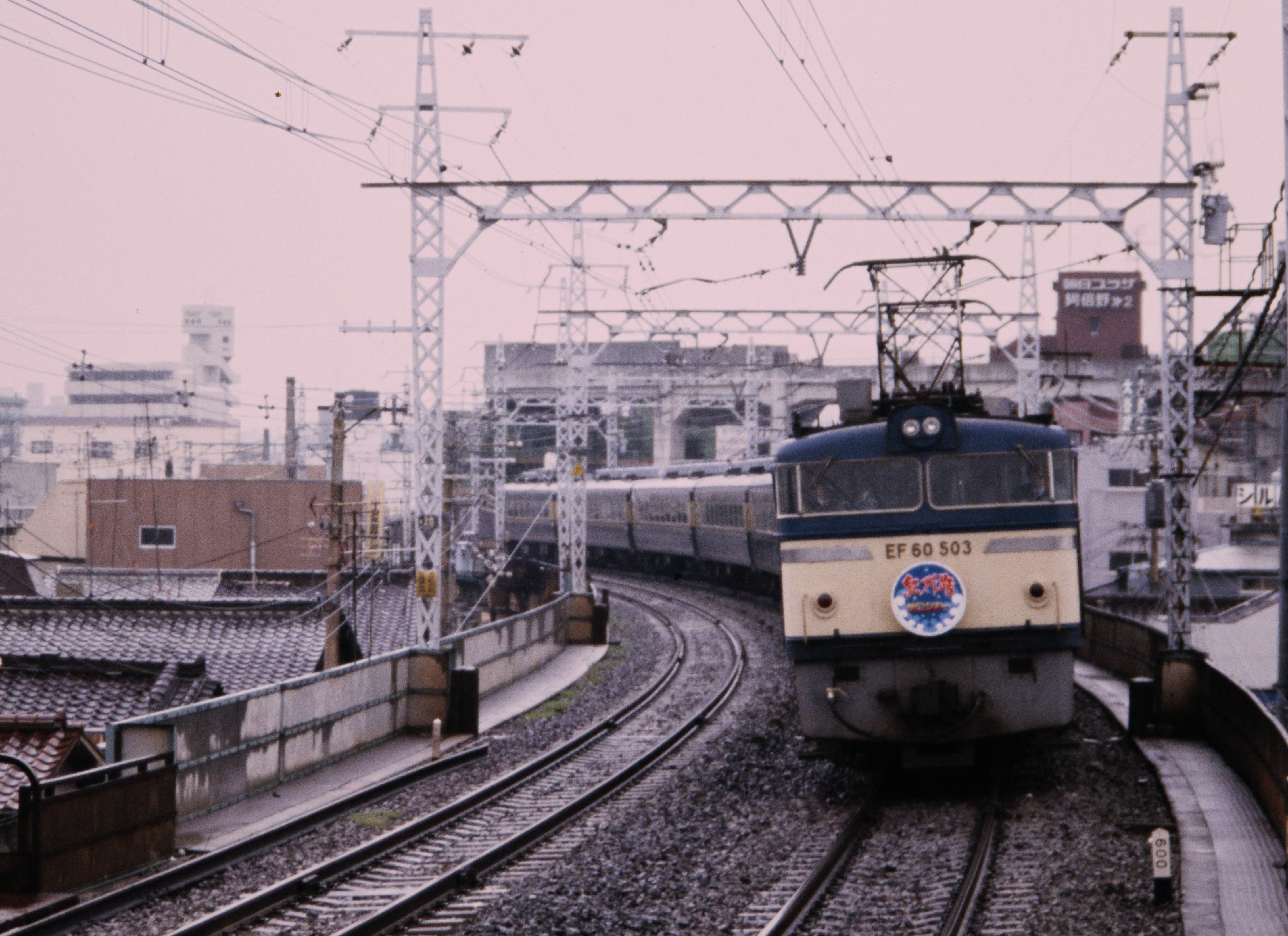
EF60 503牽引による「サロンカー紀州路」（1986年4月28日）
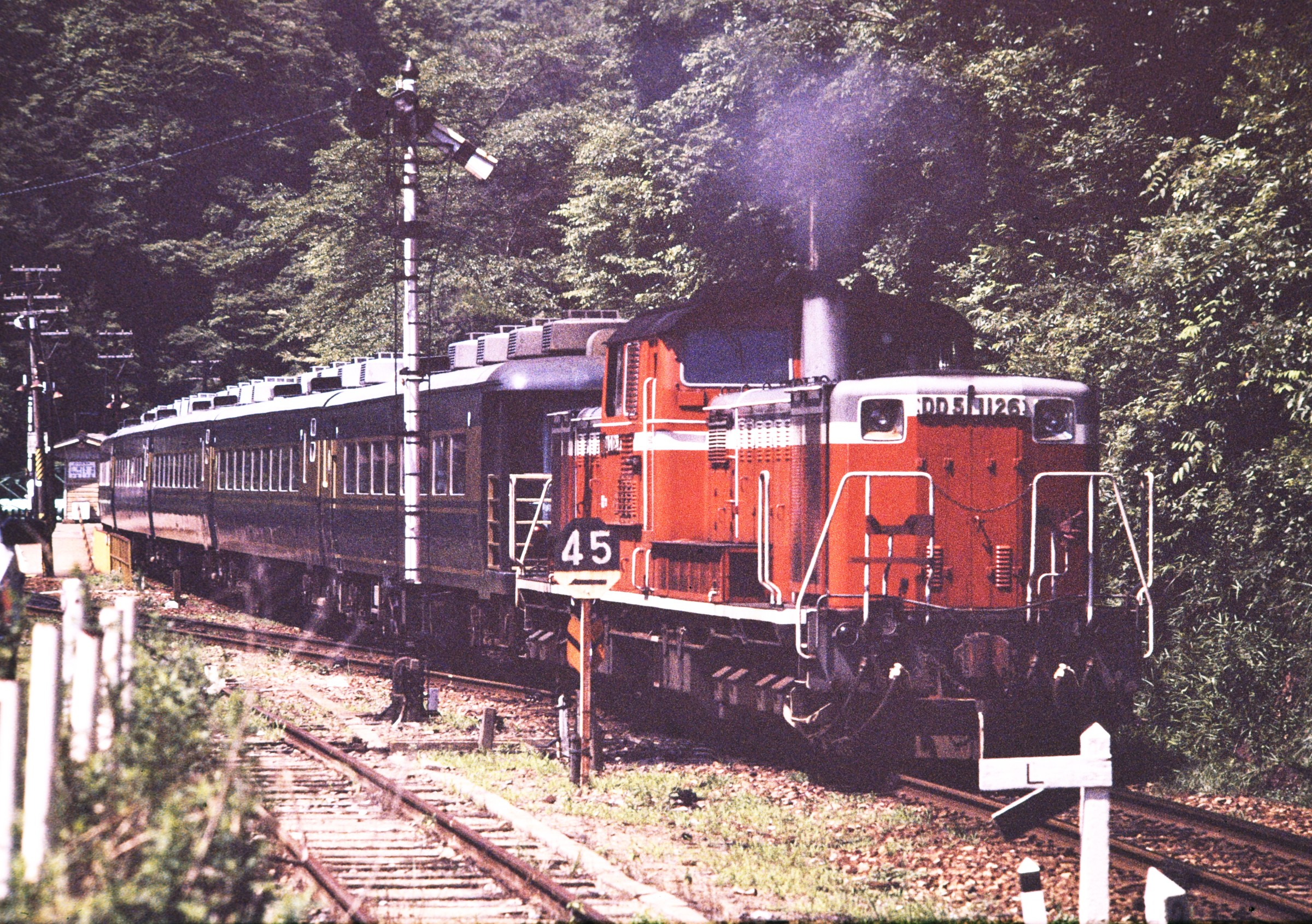
福知山線で運用される「サロンカーなにわ」（1986年7月1日）
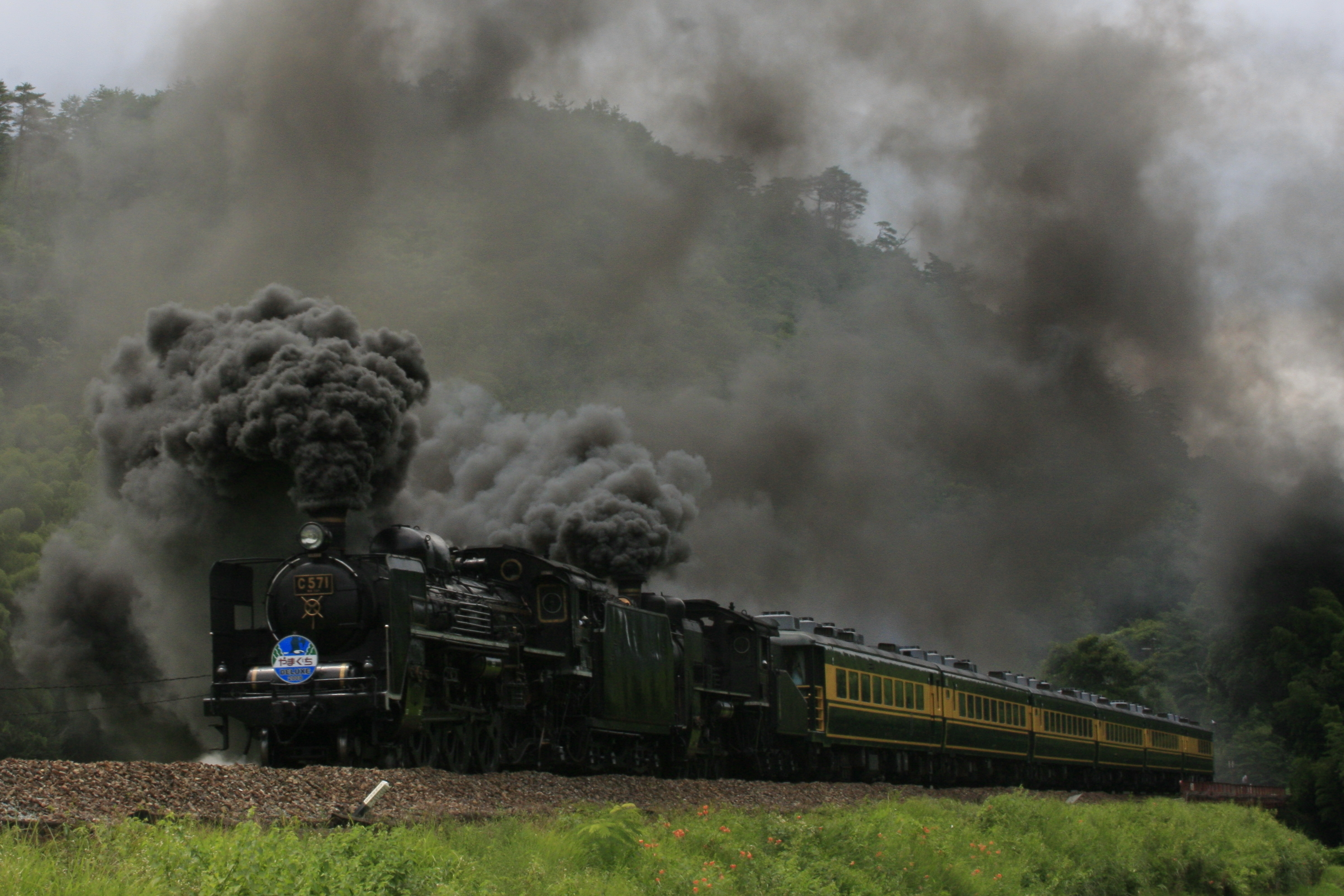
C57形とC56形の重連により牽引される「SLやまぐちDX号」（2008年8月3日）
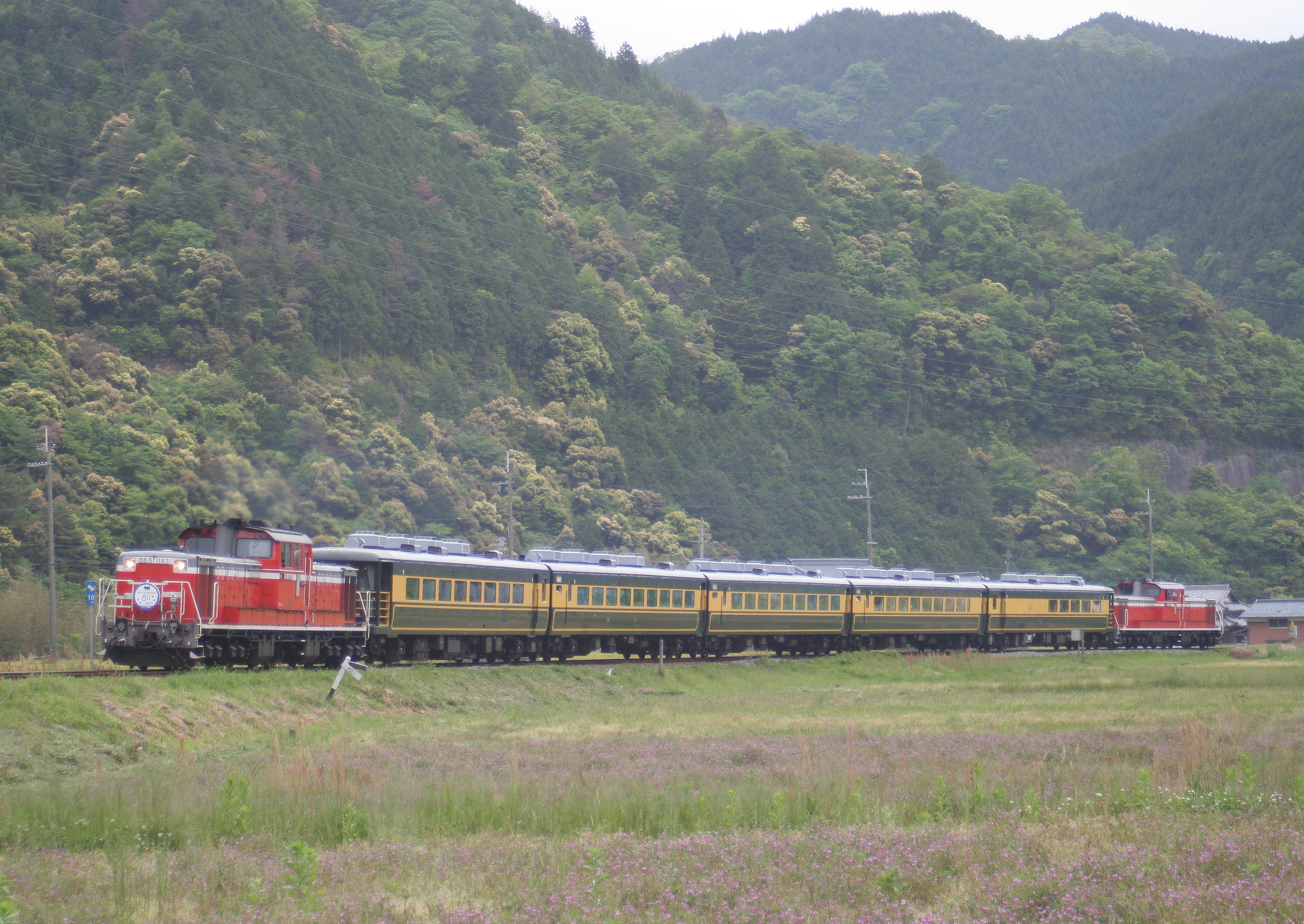
団体列車として播但線で運行される「サロンカーなにわ」（2009年5月16日）
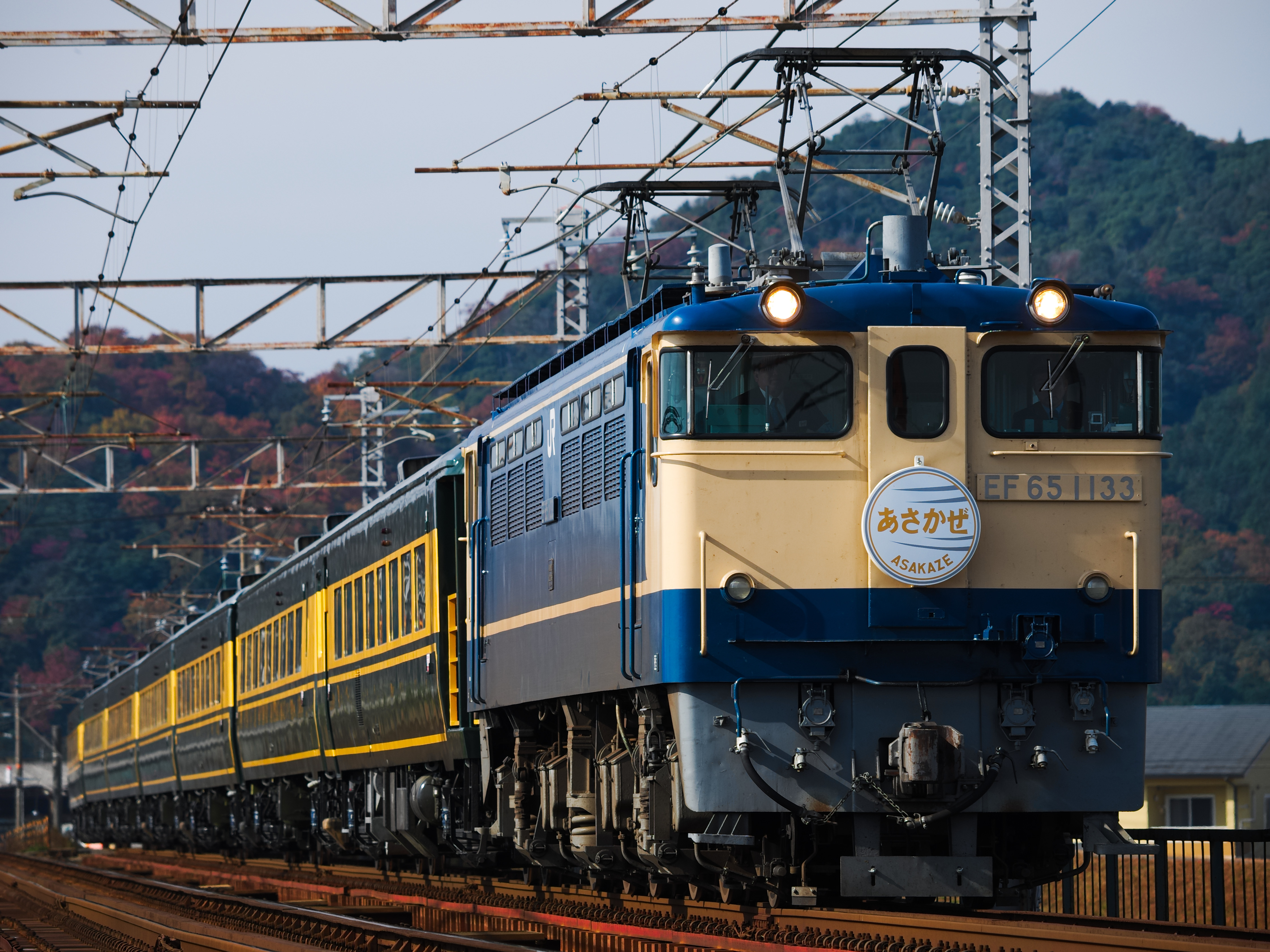
EF65 1133牽引による団体列車「サロンカーあさかぜ」（2017年12月3日）
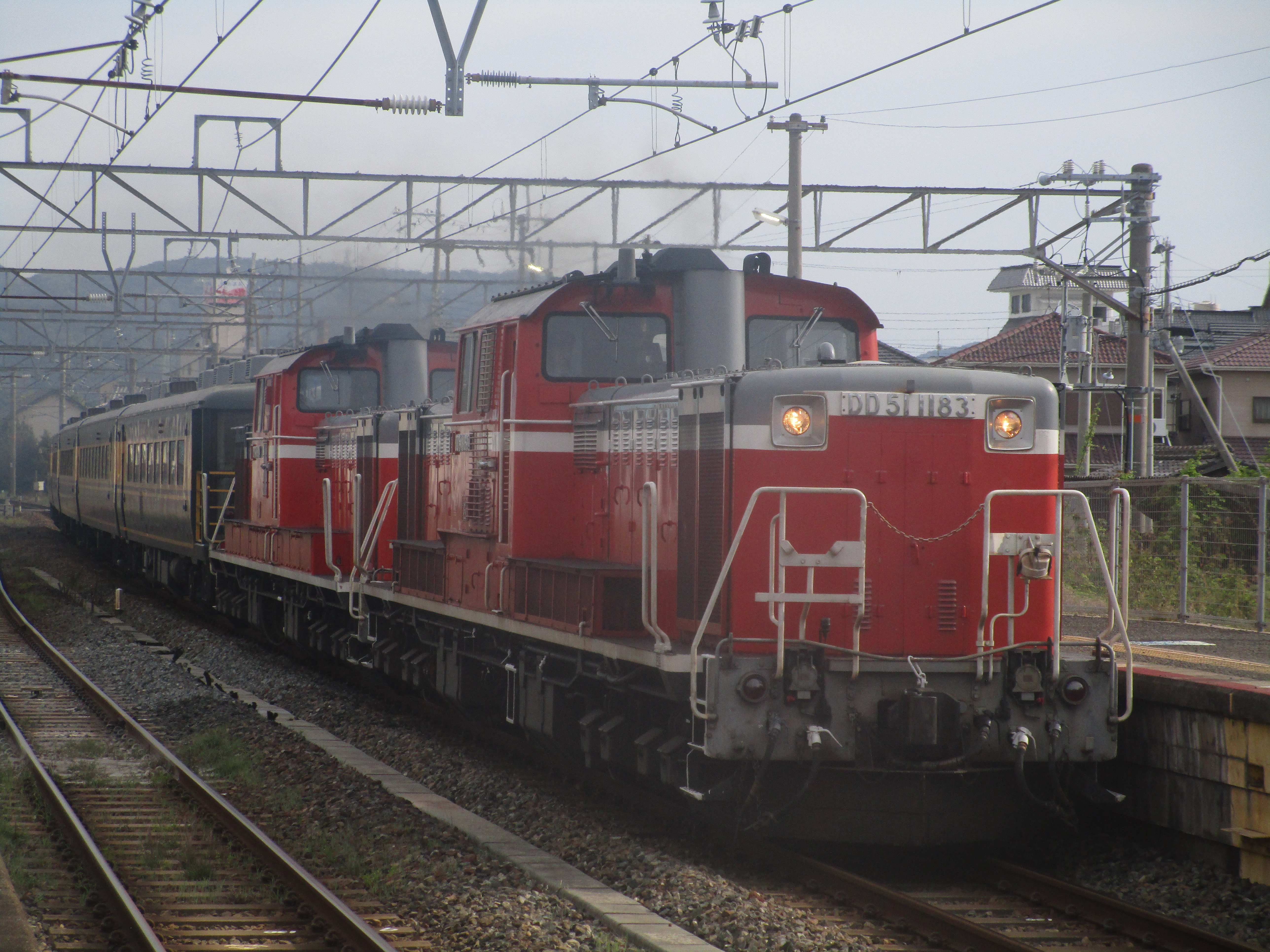
DD51形の重連によって牽引された「サロンカーはやたま」（2025年4月20日）

### お召し列車としての運用
国鉄分割民営化以降、本車両はJR西日本管内で運行されるお召し列車としても使用されることとなり、1994年に実施された更新工事ではお召し列車としての運用を想定した様々な改造が施された。御乗用車両となる1号車スロフ14 703の窓ガラスが防弾仕様に変更され、1号車に最も近い2号車オロ14 706のトイレは洋式に改造された。
お召し列車として使用される際は5両編成に減車されるほか、テールサインにJRマークが掲げられ、側面行先幕は白地となっていた。
運転記録
- 1994年（平成6年）
  - 5月21日：山陰本線岩美 → 浜坂間
  - 5月23日：播但線竹田 → 姫路間

本務機DD51 1186+DD51 1107
  - 11月18日：山陰本線益田 → 浜田間
  - 11月19日：山陰本線浜田 → 東萩間

本務機DD51 1186+DD51 1177
- 1996年（平成8年）9月16日：のと鉄道七尾線和倉温泉 → 能登線珠洲間
本務機DE10 1032+DE10 1035
客車のテールマークにはJR西日本とのと鉄道の社紋が併記された。
- 1997年（平成9年）10月27日：紀勢本線広川ビーチ → 白浜間
本務機DD51 1191+DD51 1190
- 2003年（平成15年）
  - 10月5日：山陰本線松江 → 浜田間
  - 10月6日：浜田 → 山口線津和野間

本務機DD51 1186+DD51 1187
初めて日章旗と菊のご紋章が掲げられた。
- 2011年（平成23年）10月31日：山陰本線 鳥取 → 倉吉間
本務機DD51 1186+DD51 1179